# كأس إيطاليا 1986–87
كأس إيطاليا 1986–87 (بالإيطالية: Coppa Italia 1986-1987)‏ هو الموسم 40 من كأس إيطاليا. أقيم خلال الفترة 24 أغسطس 1986 وحتى 13 يونيو 1987، وأشرف على تنظيمه اتحاد إيطاليا لكرة القدم، وكان عدد الأندية المشاركة فيه 48، وفاز فيه نادي نابولي.